# C'est la faute d'Adam
Pour plus de détails, voir Fiche technique et Distribution.
C'est la faute d'Adam est un film français de Jacqueline Audry, sorti en salles  en 1958.

## Synopsis
Veuf autoritaire, pour ne pas dire despotique, le comte de Cazaubon a une tripotée de fils qui, bien qu'ils ne soient plus des perdreaux de l'année, sont tous par sa faute restés célibataires. L'un d'eux, Noël, a de peu raté le coche des années auparavant, son élue ayant pris peur devant un beau-père aussi tyrannique. Le cadet, Adam, un "gamin" de près de cinquante ans, s'apprête à son tour tenter l'aventure du mariage. Fiancé à Eléonore de Savigny, dite Nora. il part la chercher à la gare de Lyon. Malheureusement, il arrive trop tard : la jeune femme, lasse d'attendre, est partie au hasard et s'est fait renverser par une voiture. La voilà devenue amnésique.

## Fiche technique
- Titre original : C'est la faute d'Adam
- Réalisateur : Jacqueline Audry
- Scénario : Raymond Caillava d'après le roman "Tuvo la culpa, Adán" de Luisa-Maria Linares, Editorial Juventud, Barcelone, 1954.
- Dialogue : Pierre Laroche
- Script-girl : Annie Rozier
- Musique :  Michel Emer
- Décors :  Robert Hubert
- Photographie : Roger Dormoy
- Cameraman : Billy Verbue
- Son : Julien Coutellier
- Montage :  Marguerite Beaugé
- Production déléguée : Jean Lefait, Pierre Guichard et Raymond Logeart
- Directeur de production : Michel Monbailly
- Sociétés de production :  Socipex, Sonofilm
- Société de distribution :  Sonofilm
- Pays d'origine  :  France
- Langue originale : français
- Format : couleur — 35 mm — Scope — son Mono
- Genre : Film dramatique
- Durée : 96 minutes
- Tournage : du 14 juin au 20 juillet 1957 aux Studios de Boulogne.
- Date de sortie  : 
  - France : 26 février 1958

## Distribution
- Dany Robin : Éléonore "Nora" de Savigny
- Jacques Sernas : Gérard Sandret
- Noël Roquevert : Antoine de Cazaubon
- Denise Grey : Jeanne Sandret
- Mijanou Bardot
- Armand Bernard : l'ambassadeur
- René Berthier
- Maurice Biraud : l'amie de l'attaché militaire
- Michèle Cordoue : Lucienne Langeac
- Max Dalban : Jean-Loup
- Jean Degrave
- Paul Demange : Félicien
- Bernard Dhéran : le comte Philippe de Bergen
- Jean Droze
- Michel Etcheverry : Adam
- André Gabriello : Jean-Luc de Cazaubon
- Léa Gray
- Suzanne Grey
- René Hiéronimus
- Jacques Hilling
- Robert Le Béal
- René Lefèvre : le comte Norbert de Cazaubon
- Élisabeth Manet : Maryse Gillet
- Maryse Marion : Léa, la domestique
- Jacques Muller
- Henri Nassiet : Monsieur Gillet
- Julienne Paroli
- Gaby Sylvia : Hélène de Bergen
- Robert Thomas
- Jean-Pierre Vaguer
- Simone Vannier
- Robert Vattier : Noël de Cazaubon
- Henri Virlojeux